# Реформа государственных академий наук в России (2013—2018)
Рефо́рма госуда́рственных акаде́мий нау́к в Росси́и — начатые летом 2013 года по инициативе Д. А. Медведева, бывшего тогда председателем  Правительства России, организационные преобразования, направленные на разделение исполнителей чисто исследовательских и административно-хозяйственных функций академий наук. Мероприятия касаются в первую очередь РАН, из-за чего нередко говорят о «реформе РАН». Согласно замыслу, реформа должна была способствовать развитию науки в стране и усилению её позиций на международном уровне, росту эффективности и наукометрических показателей работы учёных, избавлению от злоупотреблений в околонаучной сфере.
Среди важнейших событий:

Эмблема РАН

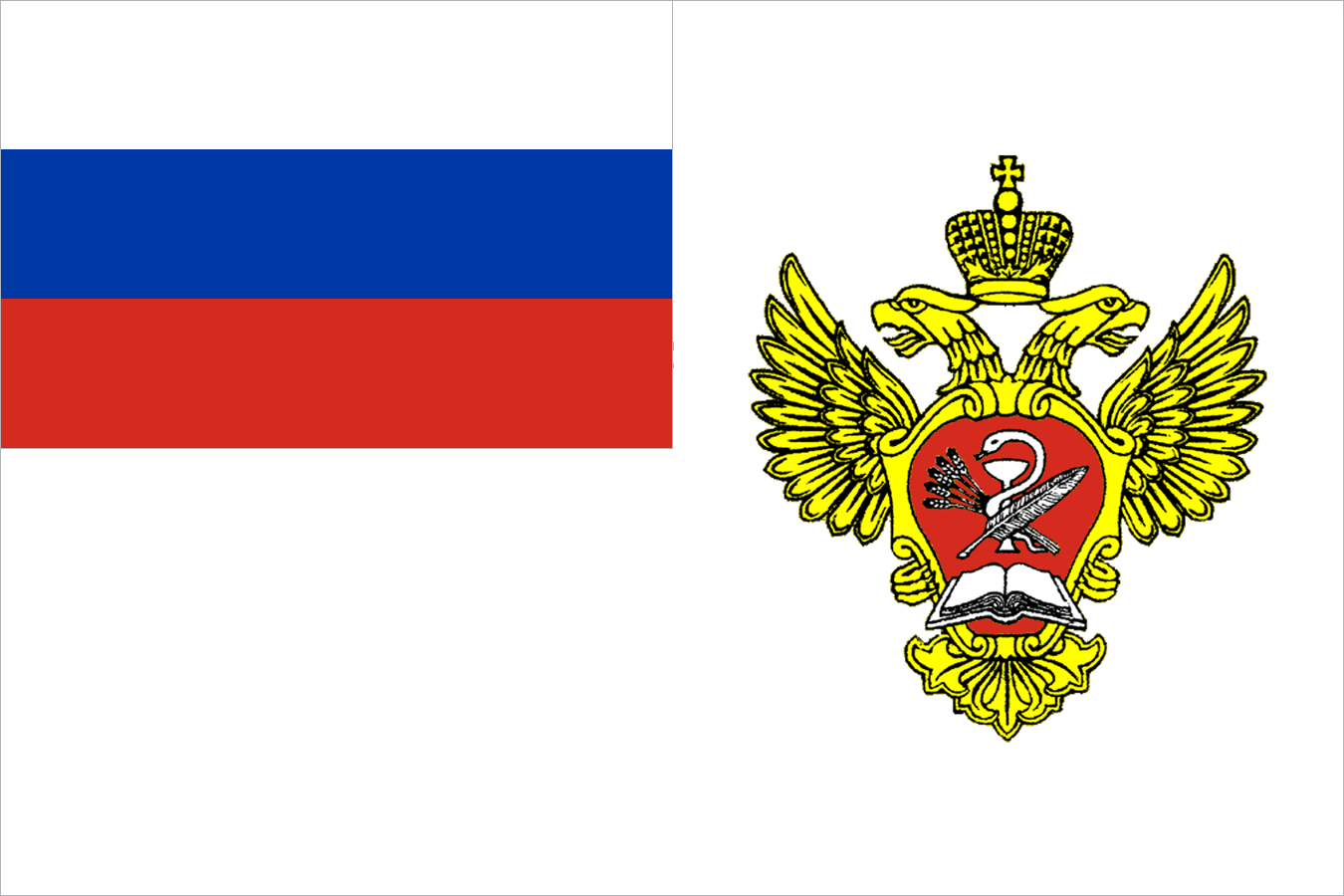
Флаг ФАНО

- Присоединение двух отраслевых академий — РАМН и РАСХН — к Российской академии наук (РАН).
- Учреждение нового органа исполнительной власти — Федерального агентства научных организаций (ФАНО) — в ведение которого перешли недвижимость и имущество «расширенной» РАН.
- Формирование корпуса экспертов РАН для научного обеспечения работы органов власти и экспертизы важных государственных научно-технических проектов.
- Проведение масштабного аудита имущества академических институтов и оценки успешности их деятельности для принятия решения о сохранении, ликвидации или реструктуризации.

Нормативной базой реформы стал закон № 253-ФЗ «О Российской академии наук, реорганизации государственных академий наук и внесении изменений в отдельные законодательные акты Российской Федерации». За принятием закона (27 сентября 2013 года) и начальным этапом реорганизации (конец 2013) последовало дальнейшее реформирование научной деятельности (с 2014).
Большинство представителей научного сообщества негативно относилось к реформе и к функционированию ФАНО. Высказываются мнения, что преобразования явились попросту новой стадией передела собственности в России, а также что оценка работы академических институтов силами ФАНО не была и не могла быть объективной. Тем не менее, учёные и избранный в 2017 году президент РАН А. М. Сергеев настраивались на конструктивный диалог с властью.
В марте 2018 года А. М. Сергеев заявил о завершении реформирования РАН, хотя преобразования, в том числе изменения законодательной базы в сфере науки, будут продолжены. В мае того же года было принято решение о расформировании ФАНО и передаче его полномочий созданному Министерству науки и высшего образования.

## Старт реформы академий наук

### Изначальные идеи реформаторов
В конце июня 2013 года правительство России в лице Министерства образования и науки Российской Федерации инициировало процесс реорганизации РАН.
Изначально предложения инициаторов реформы сводились к тому, чтобы ликвидировать три государственные академии — Российскую академию наук, Российскую академию медицинских наук и Российскую академию сельскохозяйственных наук — и создать вместо них одну общественно-государственную организацию под названием «Российская академия наук», передав её имущество в ведение федерального агентства, которое выступало бы в роли учредителя объединённой академии. Также предполагалась передача других отраслевых государственных академий наук — РАО, РААСН и РАХ — в ведение уполномоченных федеральных органов исполнительной власти по примеру Российской академии ракетных и артиллерийских наук, которая с момента своего образования находилась в ведении Министерства обороны. В части академических званий предполагалось заменить двухступенчатую систему членства одноступенчатой и допустить возможность лишения звания «академик» своего обладателя.
Согласно проекту закона, внесённому в Государственную думу 28 июня, предлагавшиеся на первом этапе реформирования меры имели характер административно-имущественной реорганизации и не предусматривали существенных изменений, касающихся регулирования научной деятельности государственных академий и подведомственных им организаций. Тем не менее, внесение в Думу такого законопроекта нарушало действующее законодательство, согласно которому должно проводиться общественное обсуждение вопросов подобного уровня важности.
Министр образования и науки Д. В. Ливанов заявил, что работающие в академических институтах учёные не заметят проводимых на данном этапе преобразований, а финансирование науки останется на прежнем уровне, но подчеркнул, что внесённый в Госдуму законопроект является лишь первым этапом коренных реформ российской академической науки. За этим последует «целая цепочка различных решений, которые должны определить, как организовать финансирование институтов, лабораторий и отдельных учёных. Будет определена система научных конкурсов, грантов, соотношение базового и проектного финансирования. Также будет поднят вопрос, как устроить кадровую систему в науке, системы окладов, предельный возраст для нахождения на административных позициях, порядок выборов или назначения директоров институтов».

### Аргументы сторонников реформы

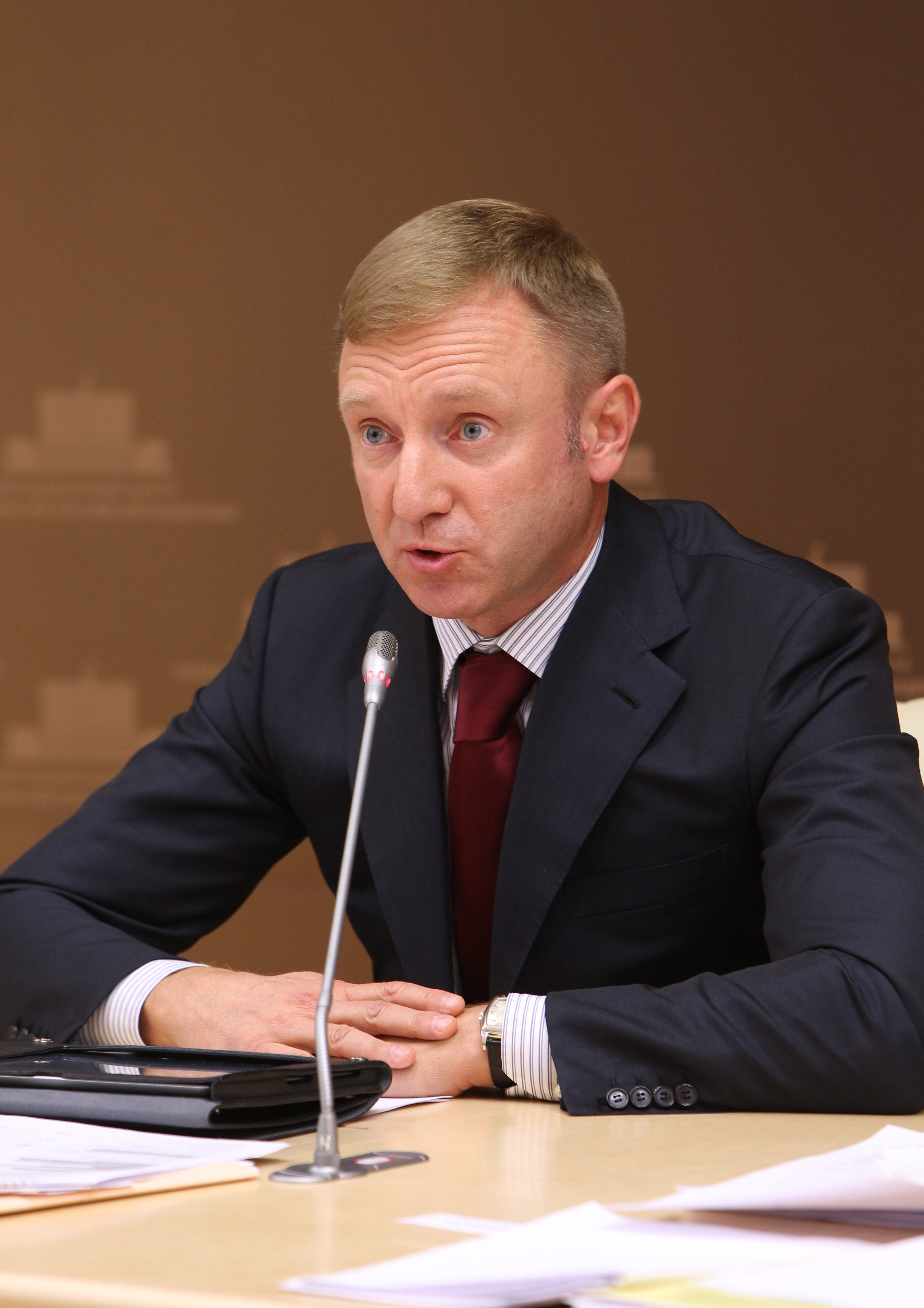
Д. В. Ливанов, министр образования и науки РФ (2012—2016)

Д. В. Ливанов, один из идеологов реформы, обосновал её необходимость следующим образом: «В том виде, в котором [РАН] существует в 2013 году, современная научная организация существовать не может — из-за архаичности и неэффективности. По сути, это распределительная сословно-иерархическая корпорация, которая заинтересована только в поддержании своего существования. Она порождает затраты, но не заинтересована в новых результатах».
Центральным организационным моментом проекта являлась передача академической собственности и недвижимости под управление специального федерального агентства. Как заявляли сторонники реформы, это позволит снизить количество противозаконных действий в околонаучной сфере.
В 2013 году в СМИ были описаны многочисленные злоупотребления, происходившие в РАН, в том числе случаи нецелевого использования имущества академии. В 2012—2013 годах Счётная палата и Генпрокуратура произвели проверки РАН. В результате были обнародованы факты коммерческого использования недвижимости академии её руководством. Например, квартиры, предназначавшиеся аспирантам и молодым учёным, сдавались в аренду гастарбайтерам, а помещения, где должны были проводиться научные опыты, занимали кафе и различные офисы, нередко принадлежавшие родственникам членов РАН. Также привлёк к себе внимание факт сдачи в аренду ледоколов исследовательского флота РАН, на которых совершались круизы по Арктике. Учёный-палеонтолог, эксперт Министерства культуры Владимир Жегалло заявил в эфире телеканала РЕН ТВ о случаях хищения палеонтологических ценностей. Кроме того, утверждалось, что права на все научные издания России почему-то принадлежат гражданину США Алексу Шусторовичу. Многие СМИ обвиняли руководство РАН в неоднократных угрозах общественным деятелям, пытавшимся раскрыть махинации с имуществом. Официальными представителями Академии критические публикации характеризовались как некомпетентные и «заказные».
В чисто научной плоскости одним из аргументов в пользу реформы была низкая, по наукометрическим показателям, эффективность работы академии — и надежда за счёт реформы повысить общее число публикаций и индексы цитируемости.

### Принятие закона № 253-ФЗ (2013) о реформе академий наук
Предложенный правительством законопроект о реорганизации Российской академии наук вызвал негативную реакцию со стороны научного сообщества. Тем не менее, 3 июля 2013 года законопроект был в спешном порядке принят Государственной думой в первом чтении, а 5 июля — во втором чтении с незначительными поправками.
Третье чтение, вопреки ранее объявленному плану, было отложено на осень.
18 сентября 2013 года закон о реорганизации Российской академии наук и других государственных академий был принят Думой. Фракцией КПРФ была предпринята попытка снятия законопроекта с рассмотрения, однако предложение коммунистов не нашло поддержки депутатов других фракций. 25 сентября окончательный проект закона был одобрен Советом Федерации и 27 сентября подписан президентом России.
По сравнению с первоначальным вариантом, под давлением научной общественности были внесены следующие изменения:
- положения о ликвидации академий наук и создании некоей новой академии в форме полугосударственной организации заменены словами о реорганизации РАН путем объединения с РАМН и РАСХН;
- основная цель РАН сформулирована как «проведение фундаментальных и прикладных исследований»;
- полномочия между РАН и создаваемым Агентством (позднее названным Федеральным агентством научных организаций — ФАНО) разделены так, чтобы за ФАНО была закреплена только функция управления имуществом РАН;
- возвращён статус юридических лиц существующим трём региональным отделениям РАН — Уральскому, Сибирскому и Дальневосточному;
- сохранена двухступенчатая система званий членов-корреспондентов и академиков, а право решения, как и когда избирать новых членов РАН, оставлено за РАН.

Вместе с тем, идея создания федерального агентства по управлению собственностью РАН и её научными институтами была оставлена в силе. Роль этого агентства, несмотря на модификации текста, осталась сформулированной нечётко, что открывало возможность передачи учредителю права управлять не только имуществом, но также организационной и научной деятельностью научных организаций академии.
Введённый в действие закон Российской Федерации № 253-ФЗ от 27 сентября 2013 года определил организационно-правовую форму Российской академии наук как некоммерческой организации, учреждённой Российской Федерацией в форме федерального государственного бюджетного учреждения; установил цели академии в рамках государственной научно-технической политики; наделил академию особыми полномочиями, правами и обязательствами перед государством, а также оговорил особые условия государственного регулирования и участия государства в различных аспектах деятельности РАН, включая её реорганизацию, финансирование и отчётность перед главой государства и правительством страны.

## Ход реформы академий наук

### Административно-имущественная реорганизация (конец 2013)

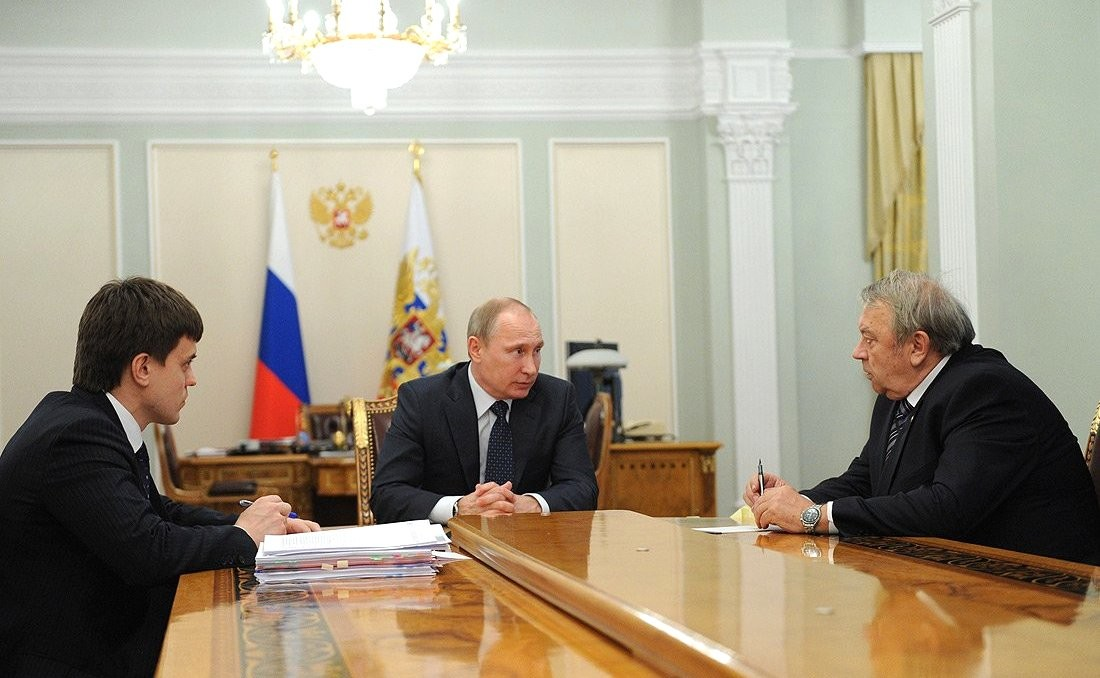
Руководитель ФАНО М. М. Котюков, президент России В. В. Путин и президент РАН (на тот момент) В. Е. Фортов (фото 31.10.2013)

В соответствии с № 253-ФЗ (2013), Российская академия медицинских наук и Российская академия сельскохозяйственных наук были упразднены путём объединения с РАН. Как впоследствии констатировал академик В. Е. Фортов, объединение академий прошло бесконфликтно. Другие отраслевые государственные академии наук были сохранены, однако, в отличие от РАРАН, они были не переданы в ведение отраслевых федеральных исполнительных органов, а, так же, как РАН, подчинены напрямую правительству России.
Одновременно с № 253-ФЗ вышел Указ Президента РФ «О федеральном агентстве научных организаций» (ФАНО).
Реально, только после этого началась разработка положения о принципах работы ФАНО и его полномочиях. При этом для деятельности ФАНО не было сформулировано ни целей, ни задач, однако все ключевые вопросы, связанные с финансированием, имуществом институтов, социальной сферой, закупкой оборудования и реактивов, стали его прерогативой. В то же время полномочия исполнительных органов власти объявлялись ограниченными и не распространяющимися на научную деятельность РАН и её научных организаций.
Таким образом, планирование научной деятельности не было целиком передано ФАНО, но роль РАН стала второстепенной. В окончательный список из 1007 организаций, передаваемых в ФАНО, вошли все организации государственных академий, от научных институтов до ведомственных поликлиник и детских садов.

### Этап реформирования научной деятельности (2014—2018 годы)
Фактически сразу обнаружилось два крупных упущения в законе о реформе: недооценка угрозы непродуманных сделок с недвижимостью академий после перехода её в распоряжение ФАНО, а также нечёткость разграничения правового статуса ФАНО и РАН.
Для предотвращения злоупотреблений с недвижимостью, президент РФ В. В. Путин — после контактов с главой РАН (на тот момент) В. Е. Фортовым — поручил правительству ввести на 2014 год жёсткий мораторий на решения по имуществу академии, который затем был продлён ещё на два года. Мораторий спас институты от немедленного растаскивания, но затем проблемы снова встали во весь рост.
В целях регулирования правил взаимодействия РАН и ФАНО в 2015 году правительством было подписало соответствующее постановление, которое В. Е. Фортов неформально назвал «принципом двух ключей»: ученые должны заниматься наукой, чиновники — административно-хозяйственной деятельностью. По факту, однако, оказалось, что ФАНО отказывается делиться полномочиями, вмешиваясь и в научное управление.
Летом 2014 года, в связи со значительными изменениями в статусе академии, включая присоединение РАМН и РАСХН, был принят новый устав Российской академии наук.
ФАНО наметило приблизительно один раз в пять лет проводить оценку эффективности деятельности подведомственных организаций, разделяя их на три группы: лидеров, стабильно работающих и отстающих. В отношении последних может быть принято решение «о реорганизации или ликвидации, а в отдельных случаях — о замене руководителя». В марте 2018 года из 454 прошедших проверку научных организаций к первой категории (лидеры в своих областях) было отнесено 142, ко второй — 205, к третьей — 107. Чуть ранее, в конце 2017 года, приводились несколько иные данные, но после апелляции категорию некоторых институтов повысили или отменили результат их проверки.
ФАНО также начало, при поддержке правительства, масштабную реструктуризацию сети подведомственных учреждений. В рамках реструктуризации планируется оптимизировать их структуры, объединив ряд институтов в крупные исследовательские центры по отдельным большим научным направлениям. По состоянию на март 2017 года общий портфель комплексных центров, создаваемых на базе академических институтов, насчитывал 74 интеграционных проекта. Участие в них принимало 327 научных учреждений. В конце 2017 года около 400 учёных в открытом письме президенту РФ оценили реструктуризацию как «бессмысленную». Одновременно с «укрупнением» возникают центры коллективного пользования ФАНО (в конце 2017 года прошла конференция по данной проблеме), решаются вопросы систематизации доступа в подобные центры.
Приняв под свою юрисдикцию академические учреждения, ФАНО стало инстанцией, ответственной за осуществление планов правительства и президента РФ в научно-исследовательской сфере. Важнейшие из таких планов были изложены в Майских (2012 года) указах Президента — в первую очередь, в указе № 597 (п. 5) «О мероприятиях по реализации государственной социальной политики» — и предполагали повышение к 2018 году средней заработной платы врачей, преподавателей вузов и научных сотрудников до 200 % от средней заработной платы в соответствующем регионе. В апреле 2018 года глава ФАНО доложил о выполнении задачи по увеличению зарплат учёным РАН; оно, однако, вызвало межрегиональные диспропорции в оплате труда, а в некоторых случаях сопровождалось принудительным переводом сотрудников на часть ставки. Другим намерением было постепенное повышение роли грантового финансирования научных исследований. Начиная с 2014 года заработал созданный ранее Российский научный фонд (РНФ), выделяющий исследователям более крупные гранты, чем до того существовавшие фонды, например РФФИ.
Был взят курс на омоложение состава РАН и руководства институтов. Так, например, при выборах в Академию в 2016 году ряд вакансий был объявлен с возрастным ограничением. Как следствие, средний возраст академиков после выборов снизился до 73,7 года (перед выборами он был 76 лет), а членов-корреспондентов — до 66,7 года (70,4). Средний возраст директоров подведомственных учреждений уменьшился примерно на пять лет, составив около 59 (все данные — по состоянию на 2016 год). Создан и уже несколько лет функционирует корпус сравнительно молодых профессоров РАН; одна из рабочих групп в сообществе профессоров занималась вопросами реформы академий наук.
Повысилась роль РАН в системе государственной научной экспертизы. Эксперты РАН участвовали в подготовке проекта Стратегии научно-технологического развития России и плана ее реализации. В 2015—2016 годах проведена экспертиза более 50 программ и проектов: федеральных целевых программ «Русский язык», «Развитие образования на 2016—2020 годы», «Развитие транспортной системы России» и других.

### Объявление о завершении реформы (2018 год)
На общем собрании РАН в конце марта 2018 года её президент А. М. Сергеев публично заявил, что «…этап реформирования академического сектора науки завершился», и что РАН «перешла в постреформенный период». Какого-либо знакового итога именно в этот момент подведено не было. По мнению «Независимой газеты», «академия окончательно приобрела узаконенный вид»: РАН превратилась в «некий корпус академических экспертов с неопределёнными полномочиями». Противостояние учёных со своим формальным начальством из ФАНО по-прежнему наблюдалось на каждой конференции научных работников, вплоть до момента расформирования ФАНО.
Несмотря на высказывания об окончании реформы, преобразования (в том числе в законодательной сфере) планируется продолжить. При этом, как отмечал А. М. Сергеев, постепенно удавалось находить «консенсус между РАН и властью». Примером успешного взаимодействия с органами власти Сергеев считал поддержанные руководством страны поправки к закону о РАН, повышающие статус Академии наук. В феврале 2018 года В. В. Путин внёс эти поправки на рассмотрение Госдумы; уже 27 марта соответствующий законопроект о расширении полномочий РАН был принят Думой в первом чтении, а 10 июля — окончательно.

## Реакция, оценки реформы

### Протесты стартового периода (2013)
Внезапность, спешка, изолированность научного сообщества от процесса обсуждения предлагаемых чиновниками изменений и, вследствие этого, отсутствие консенсуса научных работников и чиновников относительно содержания, целей, задач и ожидаемых результатов реформирования российской академической науки вызвали ожесточённое сопротивление и критику со стороны российских и зарубежных учёных, в том числе членов РАН, сотрудников научных учреждений академии, членов совещательных учреждений при федеральных органах власти.
В совместном заявлении Совета по науке (председатель — академик А. Р. Хохлов) и Общественного совета Министерства образования и науки Российской Федерации, выпущенном 30 июня 2013 года, члены этих органов признали давно назревшую необходимость изменения архаичной структуры организации науки в России и повышения эффективности работы государственных академий наук, однако выразили опасение, что принятие внесённого в правительство закона о реорганизации государственных академий наук «без обсуждения с научным сообществом… создаст системные проблемы, которые пагубно отразятся на состоянии российской науки». В частности, предложение о передаче управления научными организациями чиновникам и профессиональным управленцам было названо главной системной проблемой законопроекта, которая может привести к массовому падению результативности научной деятельности научных организаций и отдельных учёных. В заявлении подход правительства страны к реформированию академической науки сравнивался с шоковой терапией, а реализации навязываемых научному сообществу реформ в условиях нежелания правительства страны «считаться с сообществом, которое должно будет эти реформы проводить» предрекался провал.
Большое количество недоработок и сырых мест в проекте закона о реформе РАН особенно очевидны были членам Академии, профессионально занимающимся вопросами государства и права. На официальном сайте РАН были опубликованы замечания к проекту закона о реформе известного юриста-международника, академика А. Г. Лисицына-Светланова.

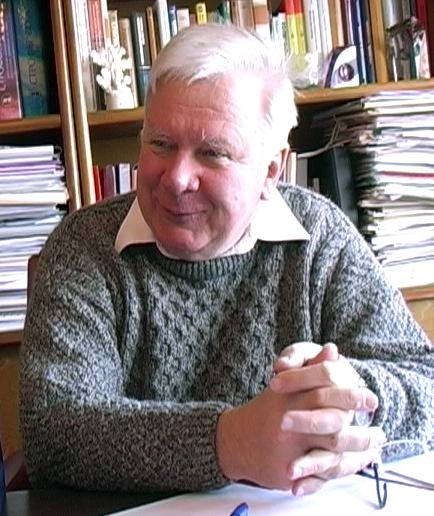
Академик В. Е Захаров — один из ключевых деятелей Клуба «1 июля»

В знак протеста против предполагаемой реорганизации РАН ряд её членов 1 июля 2013 года подписали письмо об отказе войти в новую академию наук, послужившее формированию Клуба 1 июля. В дни обсуждения законопроекта в Госдуме в июле 2013 года в Москве, Иркутске, Перми, Новосибирске, Владивостоке и Санкт-Петербурге прошли митинги и другие акции протеста учёных, в которых участвовали сотрудники подведомственных РАН научных организаций. В некоторых протестных акциях, по оценкам их организаторов, приняли участие сотни человек. Активистами протестов было начато общественное движение «Сохраним науку вместе», под эгидой которого запущен сайт для распространения информации о протестных акциях и событиях, связанных с реорганизацией академии. По инициативе противников правительственной реформы, в конце августа 2013 года была созвана Конференция научных работников РАН «Настоящее и будущее науки в России. Место и роль Российской академии наук», в которой приняли участие более 2 тысяч представителей академической науки — членов РАН и сотрудников её научных учреждений и учебных заведений — и обсуждены вопросы реформирования академии. Конференция выразила несогласие с законопроектом и предложила свои поправки к нему. Поправки к законопроекту были также предложены президиумом РАН.
4 сентября 2013 года президент России В. В. Путин объявил о своём согласии с предложениями руководства РАН, однако поправки администрации президента к законопроекту, поступившие в Госдуму 13 сентября, были расценены частью учёных как обман со стороны Путина.
Протестное движение учёных продолжилось после введения закона о реорганизации РАН и других государственных академий наук. Профсоюз работников РАН собрал более 124 тысяч подписей против нового закона, которые были переданы в администрацию президента России, и организовал 13 октября 2013 года митинг на Площади Революции в Москве, собравший по подсчётам организаторов более 2 тысяч. человек.
Существовали подозрения, что за законопроектом о реорганизации РАН стоял член-корреспондент РАН Михаил Ковальчук. Ряд изданий сообщал, что Ковальчук, которого несколько раз не избирали академиком, а в мае 2013 года не утвердили на посту директора Института кристаллографии РАН, воспользовался дружбой своего брата с Владимиром Путиным и затеял эту реформу из-за личной обиды. По словам академика В. Е. Захарова, реформа РАН инициирована «ради того, чтобы пересадить человека [Михаила Ковальчука] из членкора в академики»; подобную точку зрения публично высказывали и другие учёные. Сам Михаил Ковальчук неоднократно высказывался за реформирование РАН, а в одном из интервью заявил, что «Академия должна неминуемо погибнуть, как Римская империя».
Звучали и иные точки зрения, а именно что эти реформы, как и реформы в системе образования, являются частью более крупного плана, направленного на превращение РФ в страну с низким уровнем науки и образования, и соответственно — низким уровнем развития технологий, поставщика недорогого сырья и потребителя дорогой высокотехнологичной продукции. Проводимая реформа соответствует такой цели и согласуется с результатами экономических реформ в РФ (после распада СССР в 1991 г.).

### Критика учёными текущих (2014—2018 годы) результатов
К концу 2013 года массовые протестные акции учёных, выступающих за отмену закона о реорганизации РАН, прекратились. Однако в течение всех последующих лет на разных уровнях — от рядовых сотрудников до высшего руководства РАН — высказывались крайне отрицательные мнения о деятельности ФАНО и о реформе в целом.
Господствовала точка зрения, что «во главе ФАНО оказались люди, не имеющие ни малейшего представления о том, как работает наука, просто по причине отсутствия какого-либо научного образования. За единичными исключениями это пресловутые „управленцы“ — продукт перепроизводства юристов и экономистов в последние десятилетия».

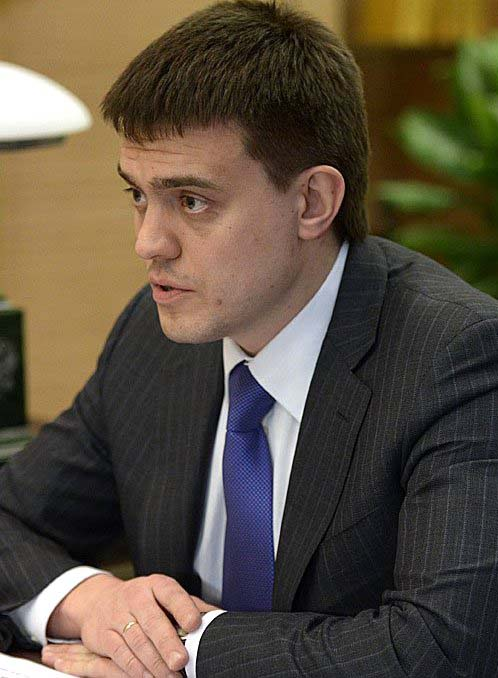
Руководитель ФАНО М. М. Котюков

Особенно жёсткой критике подвергалось так и не конкретизированное разделение полномочий  между ФАНО и РАН. Весной 2015 года член президиума РАН В. А. Черешнев высказался так: «Опыт полутора лет [реформы] показал: институты надо возвращать в академию, Государство должно иметь мужество исправлять свои ошибки, и делать это быстро!». Примерно через год президент РАН В. Е. Фортов говорил о «проблеме двух ключей — разграничении полномочий академии и ФАНО. Если раньше сторонам как-то удавалось находить общий язык, то чем дальше, тем конфликтных ситуаций возникает всё больше». Тот же Фортов, в 2017 году, рассказал «Интерфаксу» об отторжении академиками реформы: «Сегодня уже ясно, что цели и методы реализации реформы оказались далеки от реальных нужд и потребностей и науки, и учёных. Почти 80 процентов учёных не понимают и не поддерживают реформу». В начале 2018 года академик Н. Н. Казанский отмечал, что «роль Академии в науке оказывается сведённой к нулю, а всем управляет структура, которая по замыслу правительства должна была заниматься только хозяйственными делами».
В ряде случаев возмущение учёных вызвало необоснованное объединение институтов: например, была попытка слияния нескольких институтов широкого диапазона «от космофизических исследований до малочисленных народов Севера».
Одним из отмеченных промежуточных отрицательных результатов реформы стало усиление оттока молодых специалистов за рубеж. Как отмечалось в январе 2014 года (ещё до резкого изменения валютного курса, произошедшего во второй половине того же года), «реформа РАН была воспринята молодыми учёными негативно. 72,5 % относятся к ней „отрицательно“ или „скорее отрицательно“ и не ждут ничего хорошего от её результатов… возможности эмиграции в случае ухудшения ситуации не исключают более половины опрошенных». Ситуация не изменилась и к 2017 году, как отметил в докладе главный учёный секретарь Президиума РАН М. А. Пальцев.
Институтам РАН пришлось также столкнуться со значительным ростом документооборота и отчётности, нередко бессмысленной.
В конце 2017 года группа из примерно 400 академиков и видных учёных опубликовала открытое письмо президенту России с призывом о «срочном изменении статуса РАН… и возвращении институтов под руководство РАН». Реакция на это письмо, как и на более раннее обращение примерно с тем же содержанием, была минимальной.

### О положительных моментах реформы
Отдельные мероприятия и намерения, связанные с реформой (при негативной её оценке в целом), вызывали понимание и, частично, поддержку научной общественности.
Многие учёные считали, что РАН уже давно нуждалась в реформировании — это отмечалось и в опросах на рубеже 2013—2014 годов и в последующих публикациях, в том числе даже критических. Например, директор Института географии РАН полагала, что «…многим стало ясно, что в сфере организации науки в России действительно надо было что-то делать — и чтобы преодолеть растущее отставание российской науки во многих областях знаний, и чтобы в институты пришла молодежь, и чтобы преодолеть разрыв между наукой и высшим образованием, и чтобы более справедливо и рационально распределять ресурсы. К сожалению, те перемены, которые произошли, эти задачи ни в какой степени не решили».
Как положительный новый момент оценивалось учреждение Российского научного фонда, причём выигравшие гранты этого фонда отмечали существенное улучшение материального положения участников поддержанных проектов, в отличие от небольших грантов МОН или РФФИ в прошлом.
Проведённое омоложение руководства некоторых академических институтов и избрание сравнительно молодых, по академическим меркам, учёных в «основной состав» РАН и профессорами РАН также были восприняты как разумная инициатива организаторов реформы.
Объявленная задача поднятия уровня цитируемости работ российских авторов, несмотря на её формальность, также не вызывает непонимания. «То, что у нас есть проблемы с цитируемостью в ведущих западных топ-журналах — это является фактом. Думаю, что при достаточной поддержке учёных, при создании условий для них, мы эту проблему решим в ближайшее время. Да, поднять индекс — такая цель поставлена, и это одна из задач при реформе академии», — прокомментировал проблему ректор МГУ академик Виктор Садовничий.

### Мнение учёных об итогах реформы
Осенью 2019 года был проведён опрос академиков, членкоров и профессоров РАН об итогах реформирования государственных академий.
64 % опрошенных отметили, что «положение в российской науке [за годы реформы] ухудшилось»; особенно негативной была реакция учёных Дальневосточного отделения. Профессора РАН отнеслись к преобразованиям несколько менее критически, чем члены академии.
Члены Клуба 1 июля и в 2020 году считали, что продолжается «уничтожение научного пространства России» и что оно инициировано близким к руководству страны членом-корреспондентом РАН М. В. Ковальчуком.
Как «благотворную для своей области науки» оценили реформу лишь 5,5 % респондентов; большинство заявивших об улучшениях работают в Отделениях медицинских или сельскохозяйственных наук (для учёных в данных областях объединение трёх академий открыло новые возможности).